# Basílica de San Cástor (Coblenza)
La basílica de San Cástor (en alemán: Basilika St. Kastor) es una iglesia católica de origen medieval que destaca como la iglesia más antigua de Coblenza en el estado de Renania-Palatinado en Alemania. Se encuentra cerca de «Deutsches Eck», la confluencia de los ríos Rin y Mosela. Durante la invasión de Rusia por Napoleón, en 1812, se construyó frente a la basílica una fuente llamada Kastorbrunnen ('Buen Cástor'). El papa Juan Pablo II designó la iglesia de San Castor como una basílica menor el 30 de julio de 1991. Esta iglesia es conocida por los acontecimientos históricos que han ocurrido en ella,[cita requerida] su extensa construcción románica y su mobiliario tradicional.
Desde 2002, la basílica de San Cástor ha sido parte del patrimonio de la Humanidad de la UNESCO del paisaje cultural del Valle Superior del Medio Rin. Además, es un bien cultural protegido por la Convención de La Haya.
La primitiva iglesia de San Cástor fue construida entre 817 y 836 por Hetto, arzobispo de Trier con el apoyo del emperador Luis el Piadoso, justo fuera de la ciudad de Confluentes (la ciudad fundada por los romanos en la zona) y dedicada el 12 de noviembre del 836. [cita requerida]

## Historia

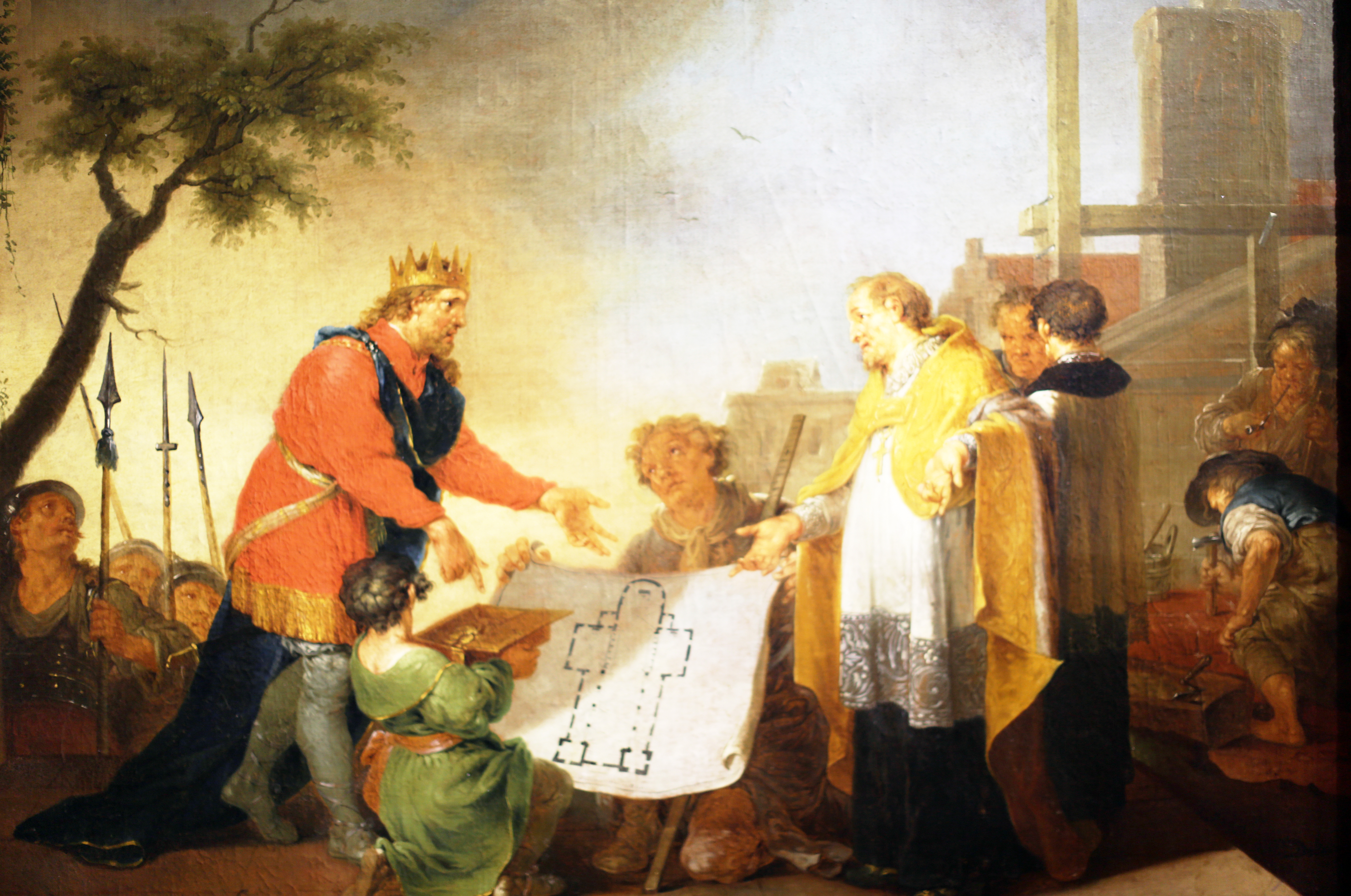
Die Stiftung von St. Kastor, el emperador Luis el Piadoso donando monedas para finaciar la iglesia de Cástor (obra atribuida a Januarius Zick (1730–1797), en el Mittelrhein-Museum de Coblenza)

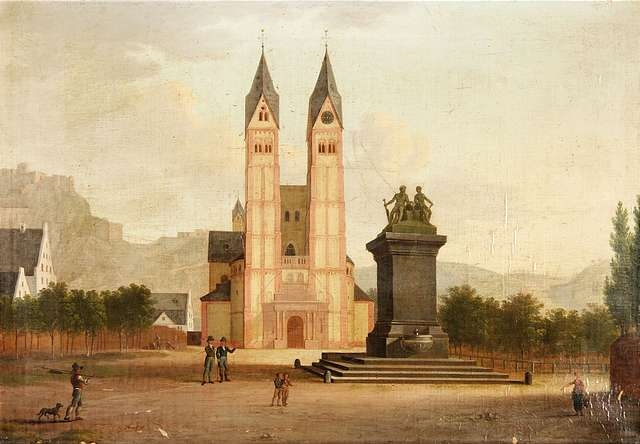
Die Basilika St. Castor in Koblenz (Johann Bachta (1782-1856)

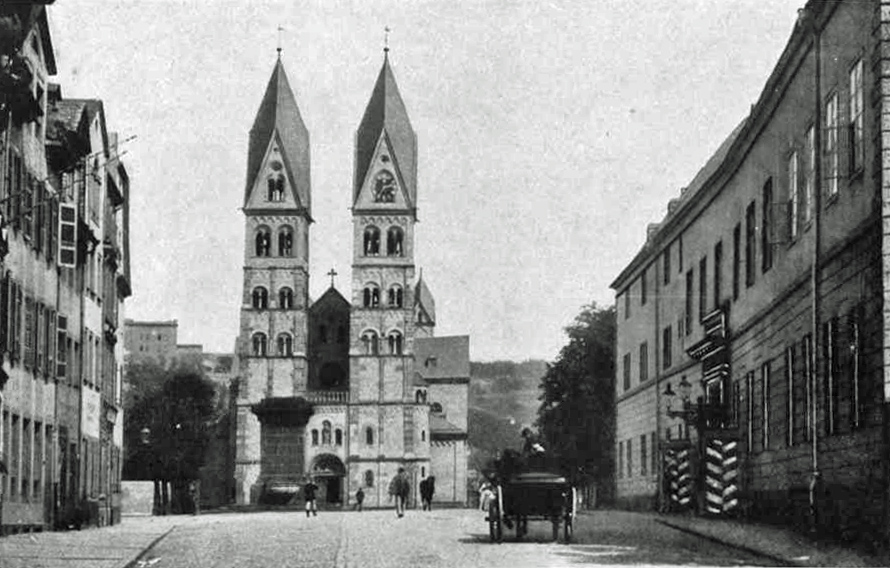
La iglesia en 1900

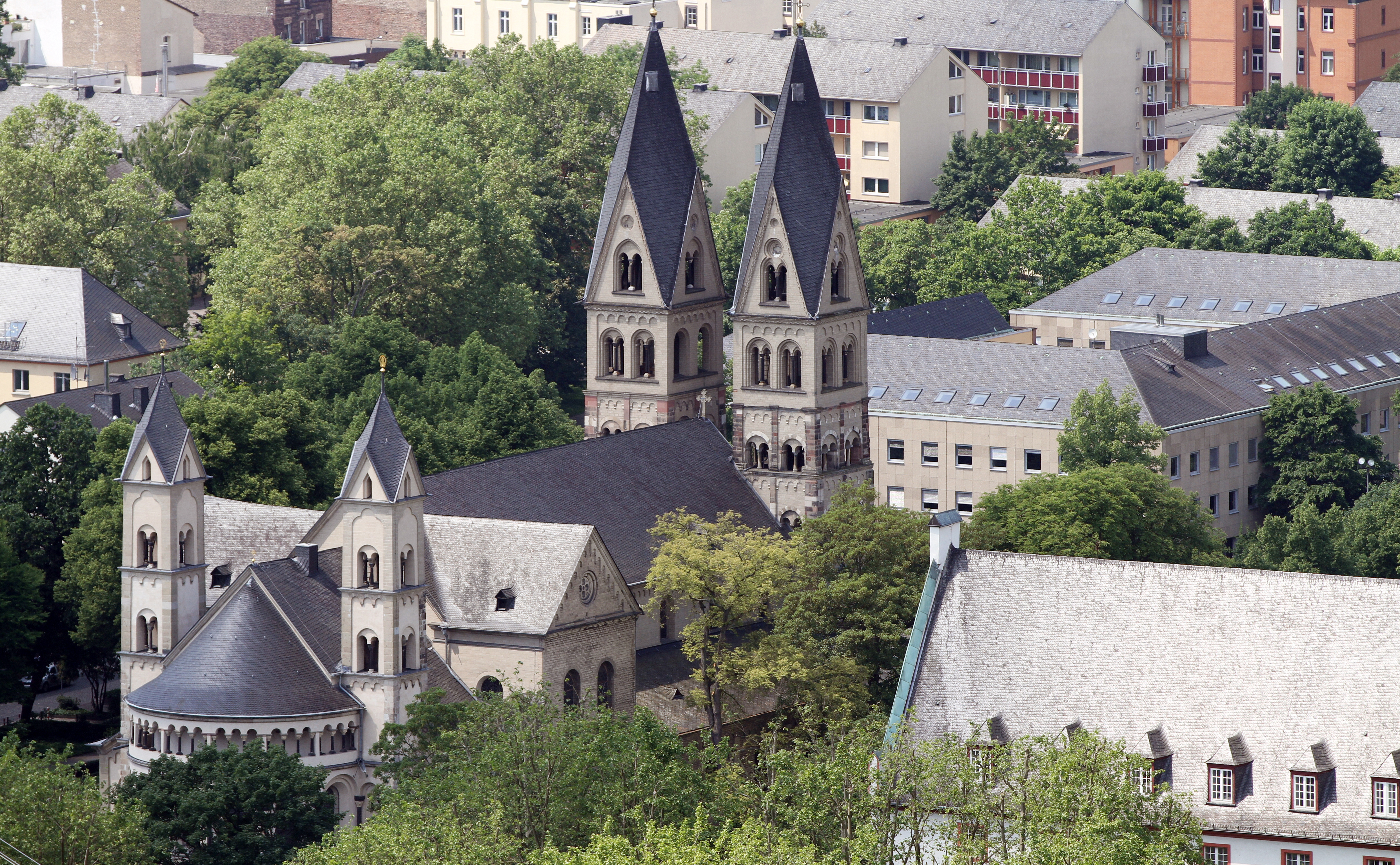
Las torres destacando sobre el caserío (2016)

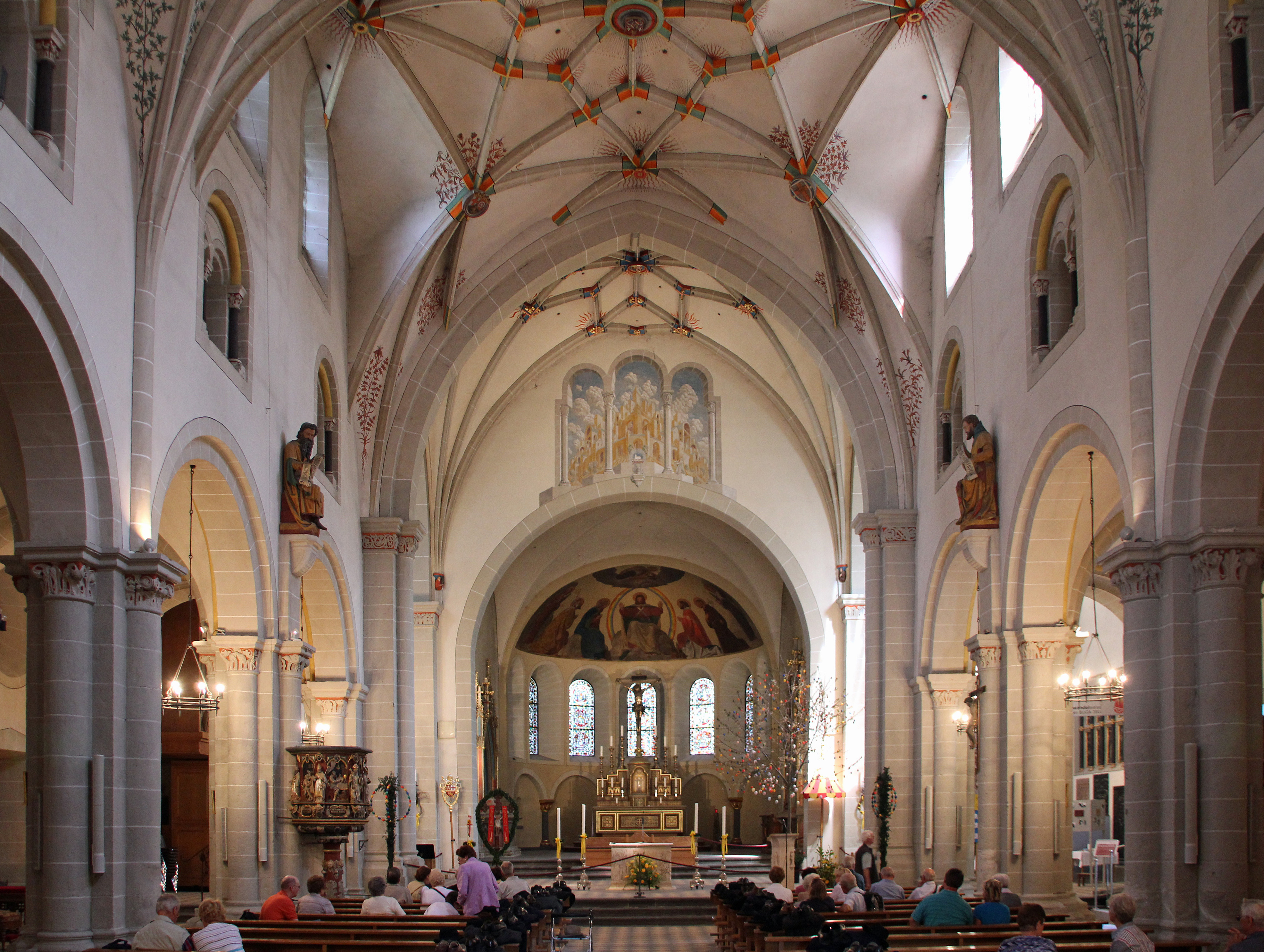
Interior de la iglesia

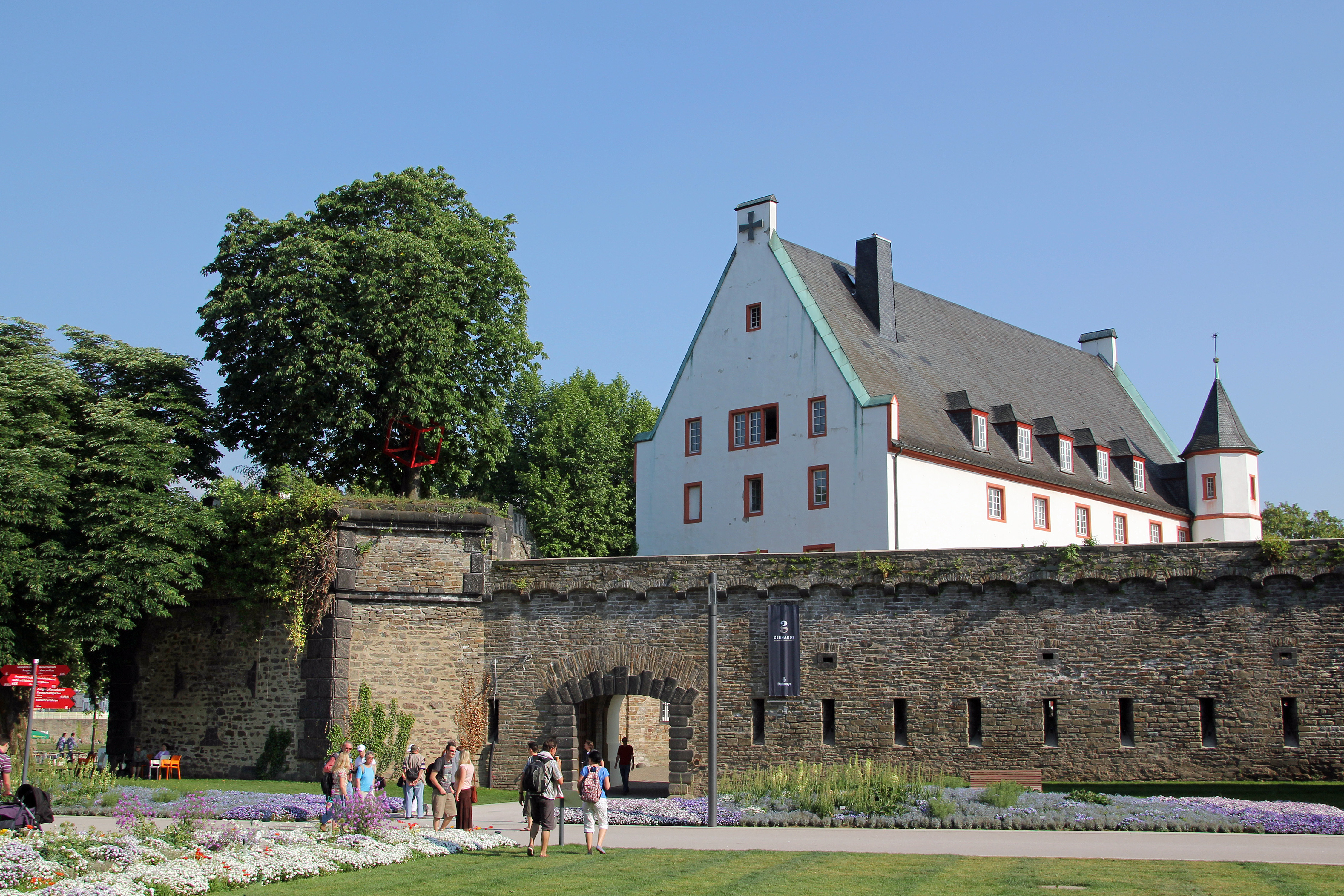
Deutschherrenhaus con la Cruz de la Orden Teutónica

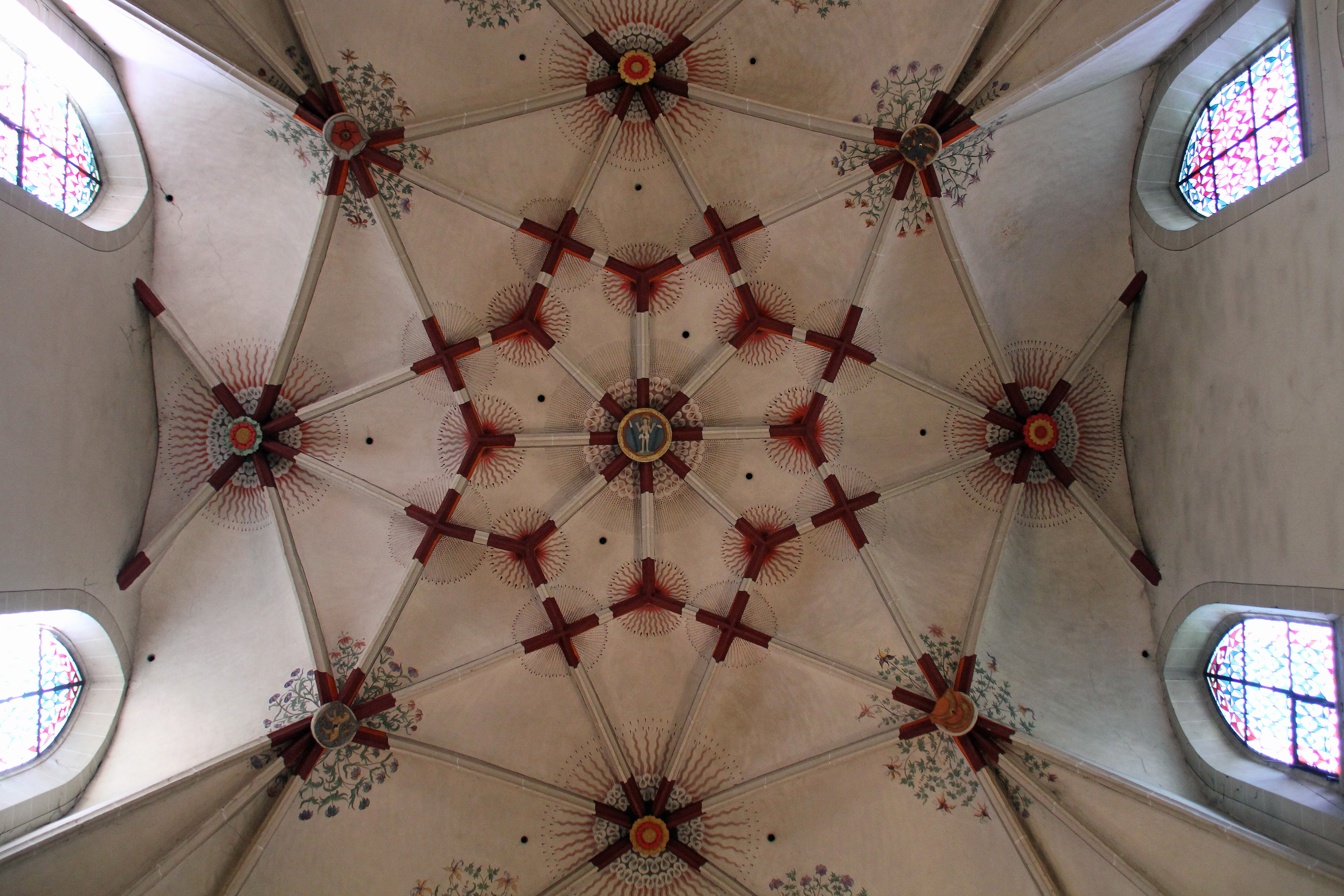
Una de las dos bóvedas de arista estrelladas

La iglesia de San Cástor fue construida entre 817 y 836 por Hetto, el arzobispo de Trier con el apoyo del emperador Luis el Piadoso, a las afueras de la ciudad de Confluentes (la ciudad fundada por los romanos en la zona) y dedicada el 12 de noviembre 836. Dado que Coblenza tenía una corte real franca, Luis estaba a cargo de la construcción de la iglesia y se construyó como una iglesia propietaria carolingia. Sin embargo, Luis no fue a Coblenza hasta después de la consagración de la iglesia. Esto señala la importancia del arzobispo en la construcción de la iglesia, especialmente porque la iglesia estaba hasta el siglo XIII en las afueras de la ciudad de Coblenza.
La iglesia honra a san Cástor, de quien se dice que trabajó como misionero en el Mosela en el siglo IV y que fundó una comunidad religiosa en Karden. Rizza, la supuesta hija de Luis el Piadoso, era venerada en la iglesia como una santa de la ciudad de Coblenza y su santuario aún se encuentra en la iglesia.
En 836 la iglesia fue ordenada como una sala carolingia con un presbiterio rectangular, pero se extendió más tarde en el siglo IX con un transepto con un ábside semicircular. Se había convertido en parte del monasterio de San Cástor, con su sacerdote viviendo una vida monástica.
El monasterio de San Cástor estuvo estrechamente relacionado con la historia del Sacro Imperio Romano Germánico en el siglo IX. En 842 las disposiciones de la división del reino franco fueron negociadas allí por 110 representantes de los hijos de Luis el Piadoso, Lotario I, Carlos el Calvo y Luis el Germánico, lo que resultó finalmente en el Tratado de Verdún firmado en 843, que dividió el Imperio franco en tres partes (Francia Occidental, Francia Media y Francia Oriental). El monasterio de San Cástor se convirtió en un lugar de encuentro importante para los emperadores y reyes y sus descendientes, y el lugar donde se negociaban y resolvían las disputas entre los emperadores y los reyes. En junio de 860, se llevaron a cabo en San Cástor conversaciones para resolver las disputas internas de la familia carolingia; en 862, se negociaron en el monasterio algunos cambios territoriales adicionales, que formaron parte de la evolución del Imperio carolingio en un Imperio oriental y otro occidental, a partir del cual se desarrolló el Sacro Imperio Romano (y finalmente Alemania) y Francia.
Una cella memoriae (en latín, un pequeño edificio sobre una tumba que era dedicado a la memoria del difunto) fue construyóida frente al coro como una suerte de capilla abovedada funeraria conectada con la iglesia por una cripta circular. En el siglo X, el recinto se extendió hacia el este como un coro en forma de rotonda. Probablemente del mismo tiempo son las dos naves laterales  y la parte inferior del extremo occidental del edificio (la entrada). Estaba flanqueado por dos torres redondas, reemplazadas en 1103 por las dos torres que existen en la actualidad. Sin embargo, las torres originalmente tenían solo cinco pisos de altura.
En 1138, Conrado III, el primer emperador Hohenstaufen, fue elegido por una asamblea de los príncipes del Sacro Imperio Romano Germánico en San Cástor. La reconstrucción de la iglesia a su forma y tamaño actuales comenzó alrededor de 1160 bajo el preboste Buvo. Demolió la cripta, la rotonda del coro, el ábside y la bóveda funeraria y construyó la actual ala este como un coro cuadrado abovedado con torres de flanqueo, un ábside semicircular, un tesoro y un santuario. Después de 1200, las dos torres occidentales se incrementaron en una planta para formar las actuales torres de siete pisos.
San Cástor fue dañado en la batalla de 1199 entre el emperador Otón IV y Felipe de Suabia, rey de los alemanes, en el lecho seco del Mosela cerca de Coblenza. Se hicieron reparaciones y se necesitó reconstruir la nave. El arzobispo de Trier Juan I inauguró la iglesia renovada, junto con sus altares, el 27 de julio de 1208. El edificio, terminado en 1208, tenía una cubierta plana, pero a finales del siglo XIII esta había sido reemplazada por una cubierta abovedada.
En 1110, el arzobispo de Trier, Bruno de Lauffen fundó un hospital en Coblenza junto a San Cástor, una de las primeras instituciones de enfermería al norte de los Alpes. El arzobispo Teodórico de Wied  invitó en 1216 a los Caballeros Teutónicos a Coblenza y les cedió parte del sitio de San Cástor junto con el hospital de San Nicolás ubicado allí. Uno de los motivos para el establecimiento de la orden en Coblenza fue emprender la enfermería en el hospital. Poco después se estableció el Deutschherrenhaus cerca de Deutsches Eck, donde el Mosela desemboca en el Rin, para gestionar el bailío de Coblenza de la orden  (Ballei).  La bailía estaba bajo la autoridad directa del Gran maestre de la Orden Teutónica. Esta rama de la Orden Teutónica fue originalmente llamada  Deutscher Ordt y más tarde Deutsches Eck.
En 1338  se celebró la última reunión importante en la iglesia. El emperador Luis el Bávaro y Eduardo III de Inglaterra juraron lealtad y amistad en San Castor.
De 1496 a 1499, se instaló un abovedamiento para reemplazar la cubierta románica. Al mismo tiempo, se erigieron dos bóvedas en la nave y sobre el altar.
Como resultado de la secularización de las tierras de la iglesia acordada en la Reichsdeputationshauptschluss ('Conclusión Principal de la Delegación Imperial Extraordinaria') de 1803, San Cástor se convirtió en una iglesia colegial con los edificios del monasterio en su fachada oeste y en su lado sur. Bajo la dirección de Johann Claudius von Lassaulx, inspector prusiano de edificios, se comenzó una completa restauración del interior en 1830 que pronto se ralentizó debido a la falta de dinero. Gracias a un legado del dean Edmund Bausch y a un regalo del rey Federico Guillermo IV, la restauración se llevó a cabo desde 1848 hasta 1849.
Entre 1840 y 1860, el interior fue provisto de frescos. La apariencia final de San Cástor fue restaurada entre 1890 y 1894, cuando toda la iglesia recibió un revestimiento de toba. Al mismo tiempo, se renovó el ladrillo de la nave lateral  sur.
El 6 de noviembre de 1944, San Cástor fue dañada por un ataque aéreo británico. En marzo de 1945, los muros exteriores también fueron dañadas por la artillería. El material pétreo, incluidas las bóvedas, sin embargo, permanecieron en gran parte intacto. En 1948 se recaudó suficiente dinero para su reconstrucción y comenzó una renovación que duraría 25 años. En 1979 y 1990 se llevaron a cabo extensas obras de renovación y restauración de las torres. La restauración omitió la galería occidental y el órgano de 1728. En 1962 se construyó un nuevo órgano principal en el transepto. Se compró un pequeño órgano para el coro en 1990 y fue colocado debajo del órgano principal. El órgano principal se retiró en 2013 y un nuevo órgano principal se instaló en 2014 en el muro oeste sobre la entrada de la iglesia.
El papa Juan Pablo II elevó a San Castor a una basílica menor el 30 de julio de 1991.

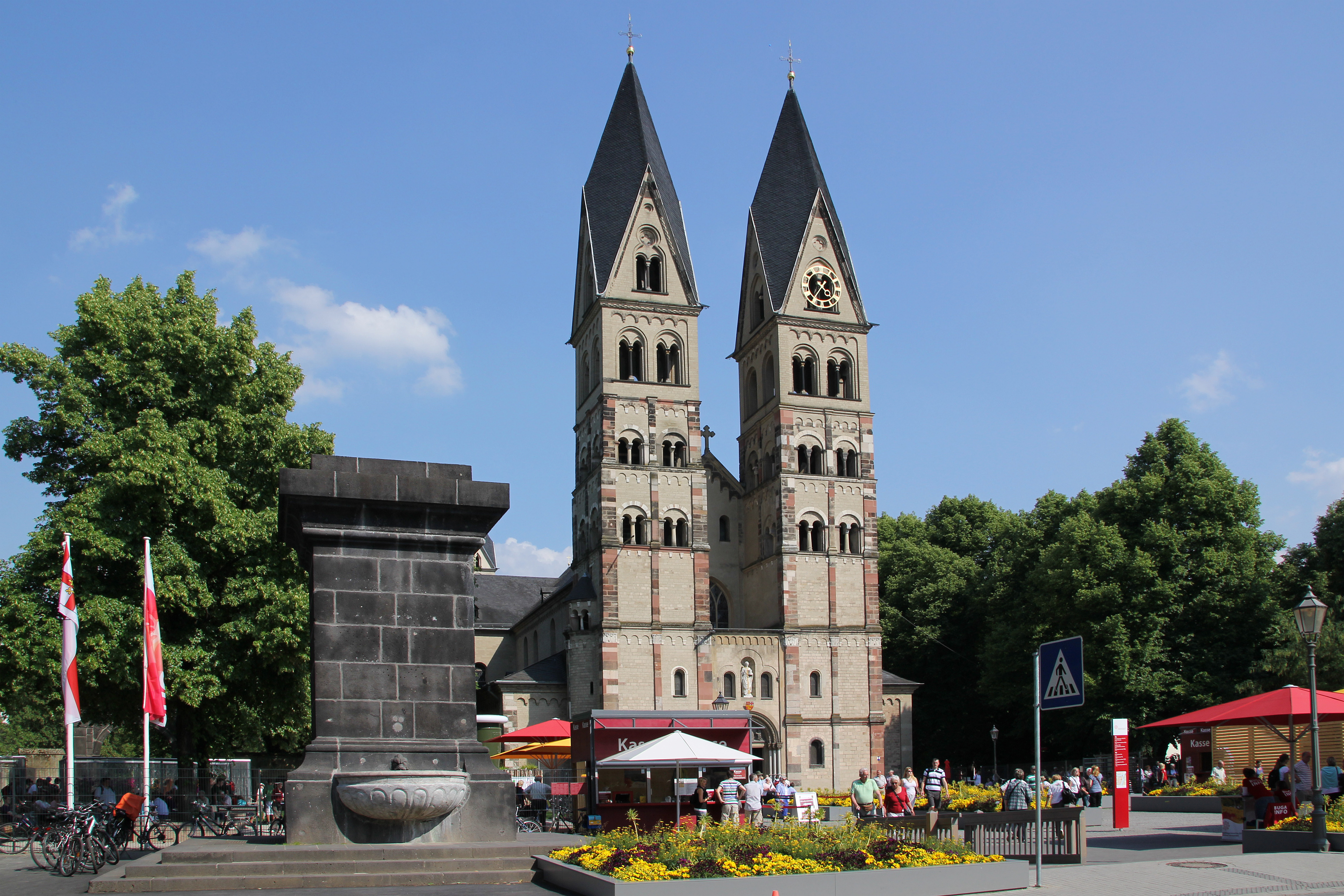
La fuente Kastorbrunnen  delante de la basílica
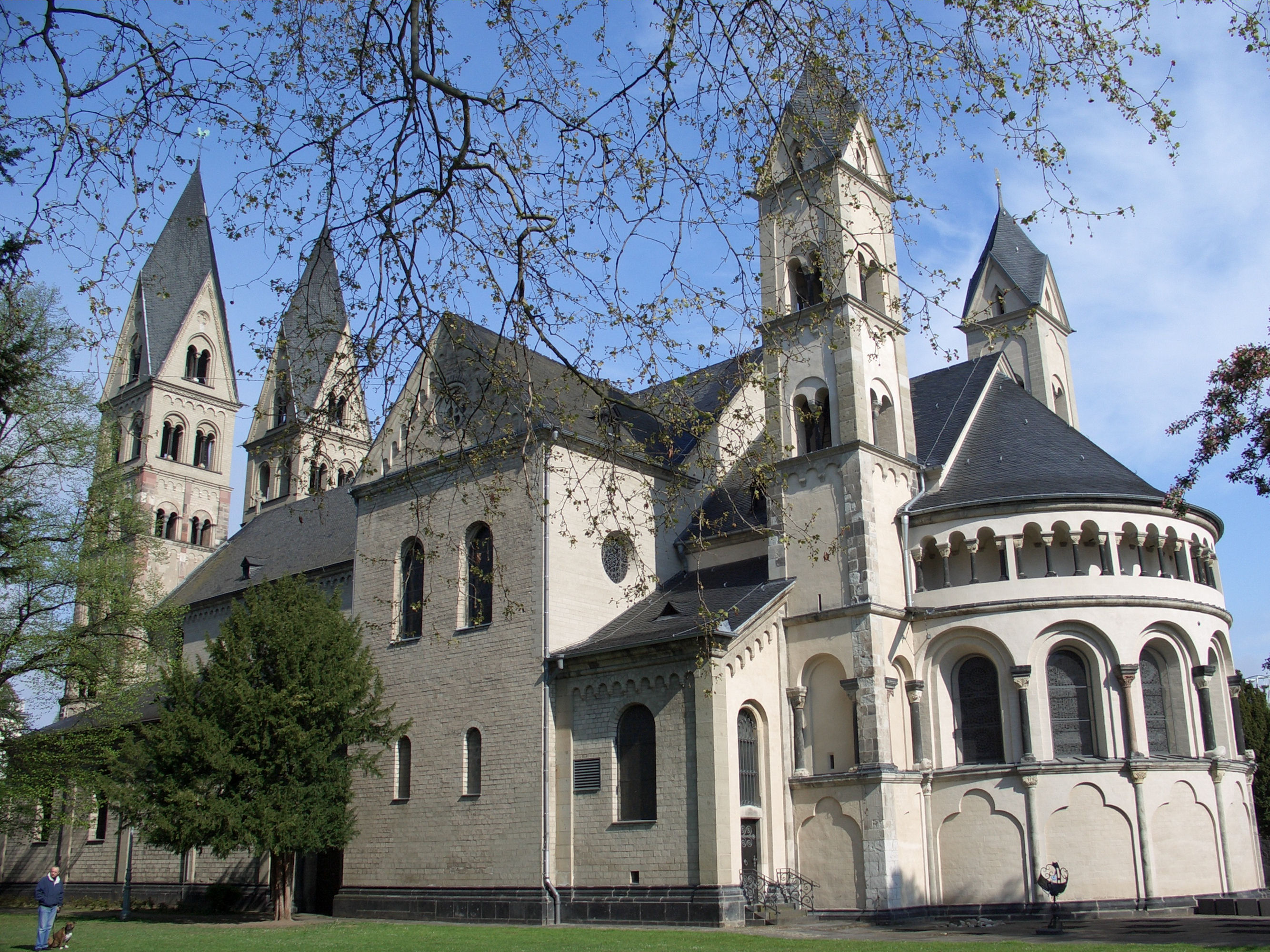
Lado meridional de la basílica
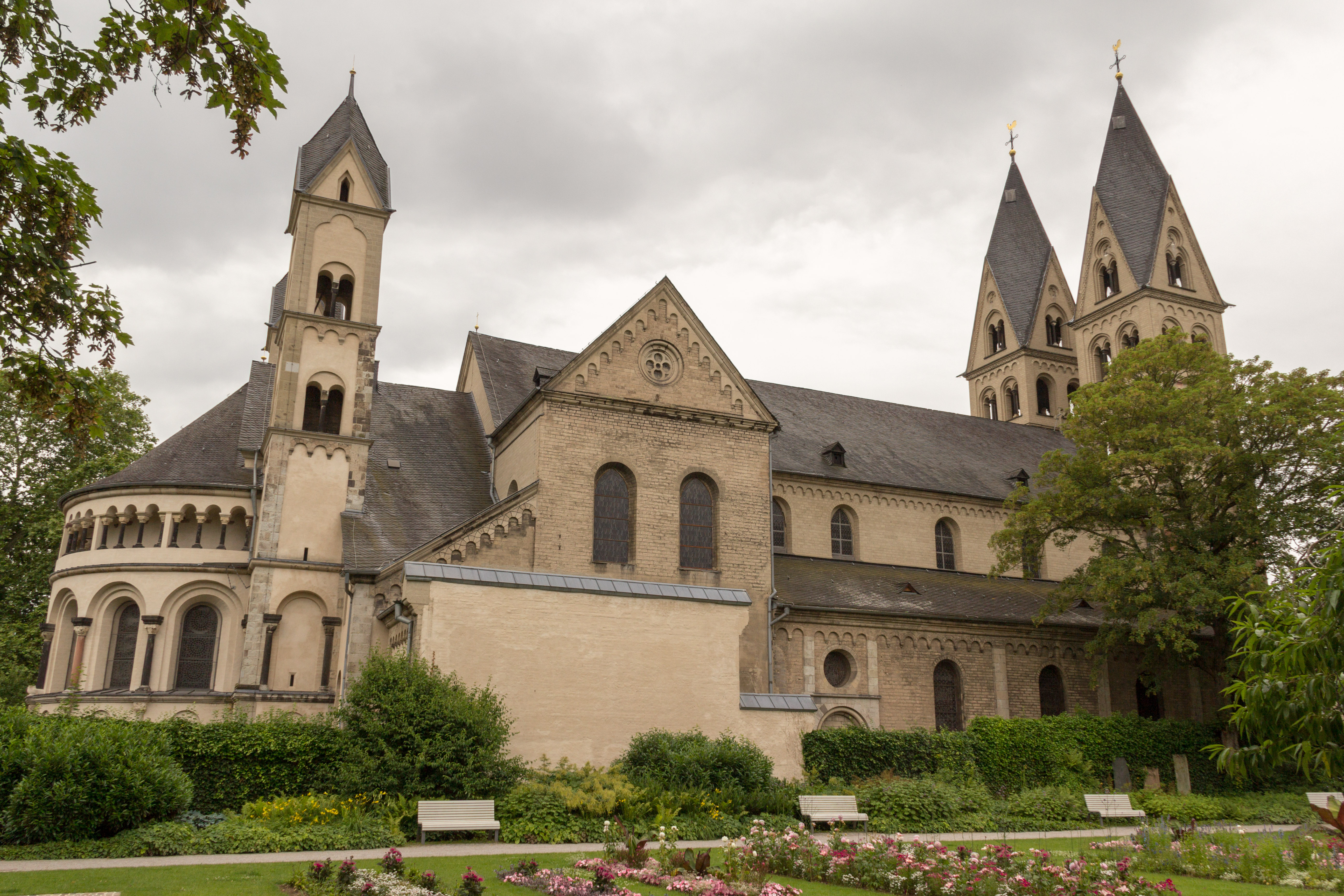
Lado septentrional
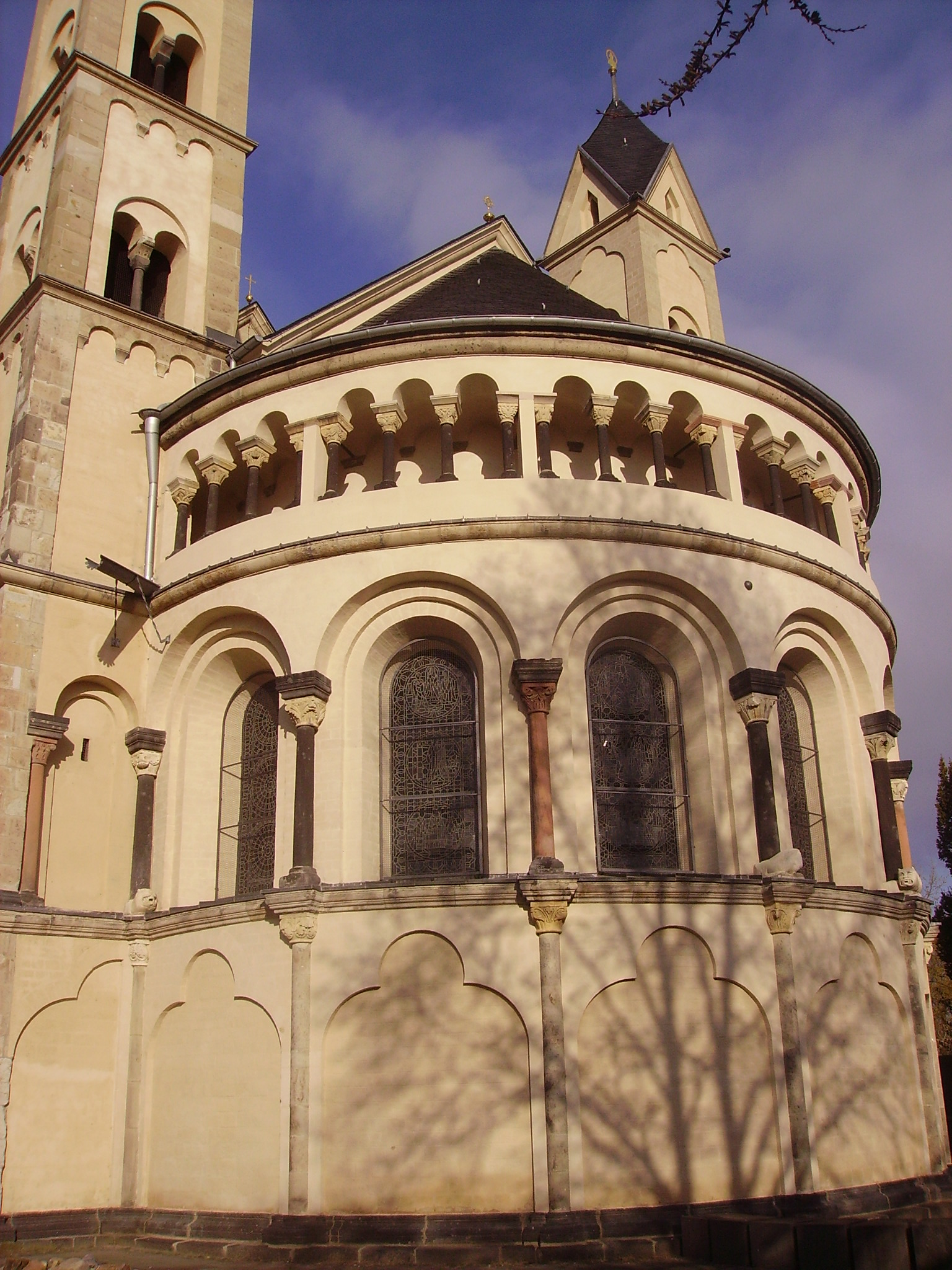
Detalle del coro
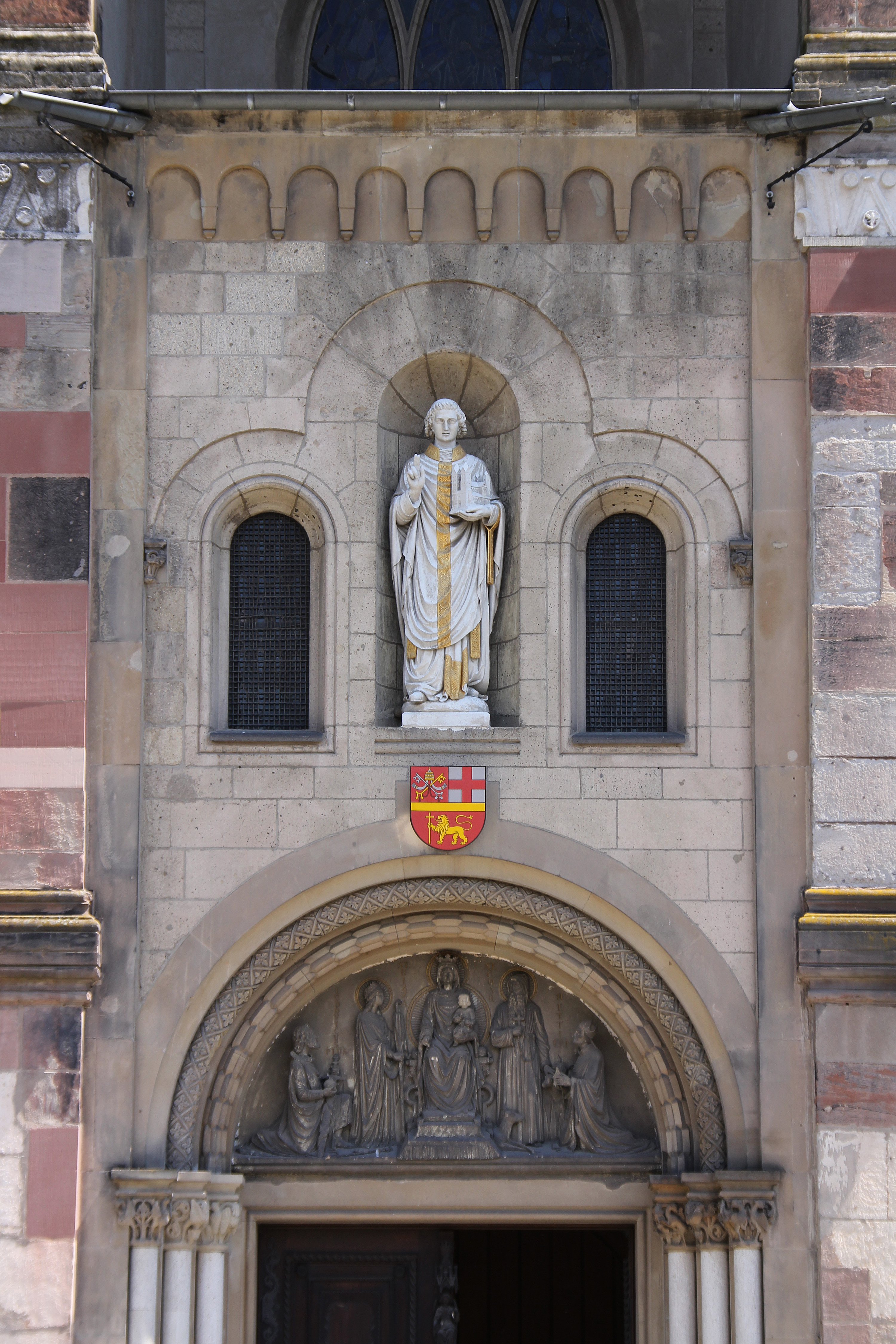
Detalle del portal occidental

## Construcción

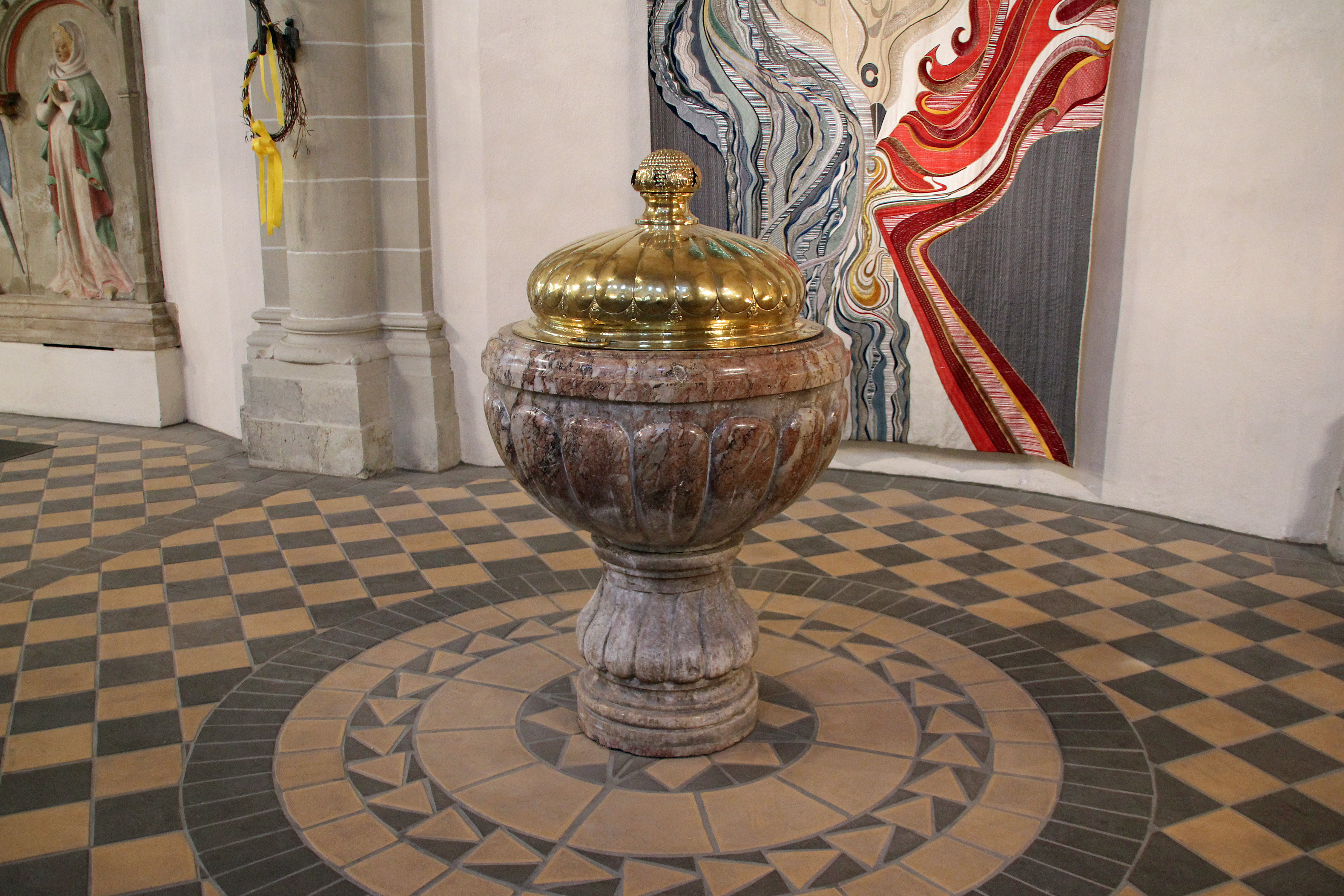
La pila bautismal de la iglesia

La iglesia es de planta basílical con una nave central y dos laterales. Las estrechas torres del transepto oriental se elevan sobre las naves laterales. El coro, que fue construido alrededor de 1160, con un ábside redondo de tres pisos flanqueado en ambos lados por una torre de cinco plantas. El tercer piso del ábside es una galería enana con 21 arcadas. Algunas de las columnas alrededor de las ventanas llevan un león como símbolo de Cristo.
Encima de la entrada hay una capilla de San Miguel. Un monumento a los caídos fue erigido en 1963 en el vestíbulo y también está dedicado a San Miguel.
Los hastiales empinados de la cubierta romboidal (rhombendach)  en las torres occidentales se instalaron a principios del siglo XIII. Solamente dos pilastras simplemente estructuradas en el sótano de las torres occidentales datan del período carolingio. La iglesia, incluido el vestíbulo de entrada, tiene 58.25 m de longitud y una anchura total de 25.3 m. Las torres tienen 44 m de altura, 6 m de ancho y 6.8 m de profundidad.

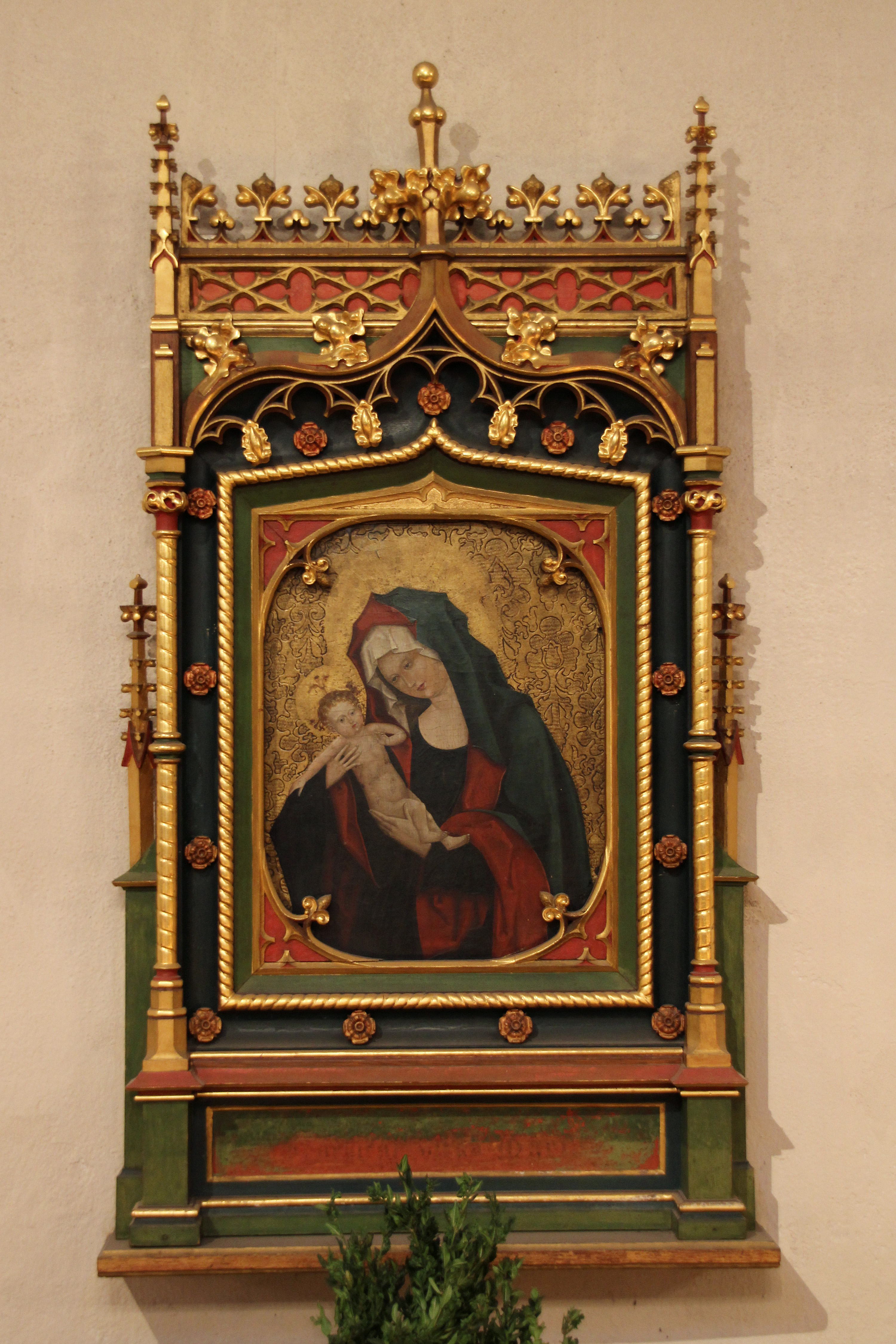
St. Brigid Madonna
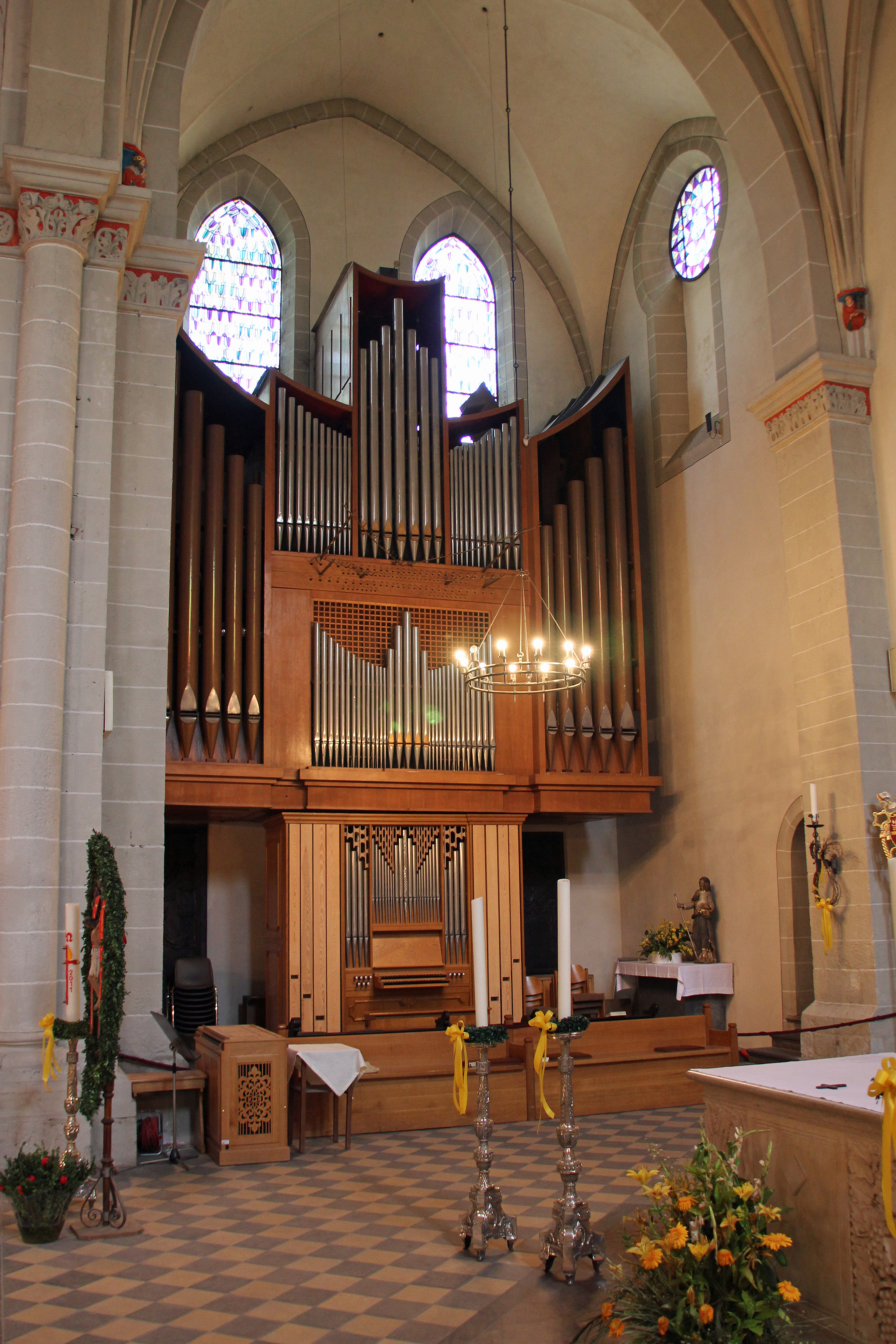
Viejo órgano principal  (above, 1962) y órgano del coro (below, 1990)
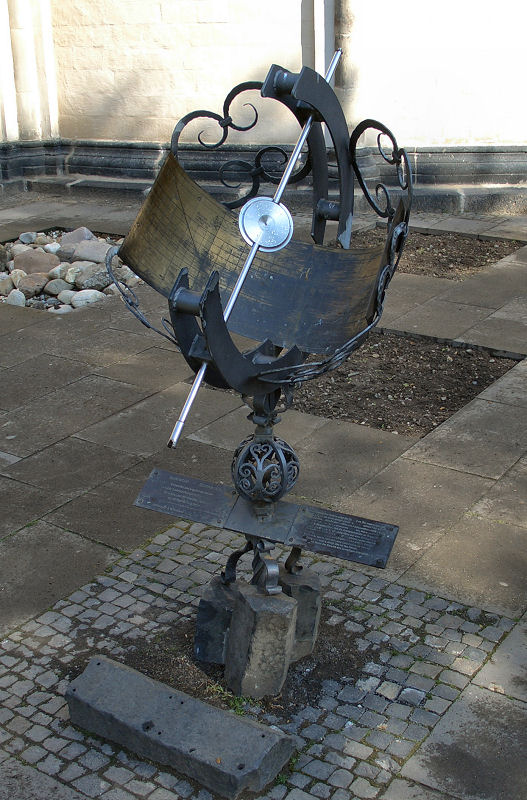
Reloj de sol frente al presbiterio oriental
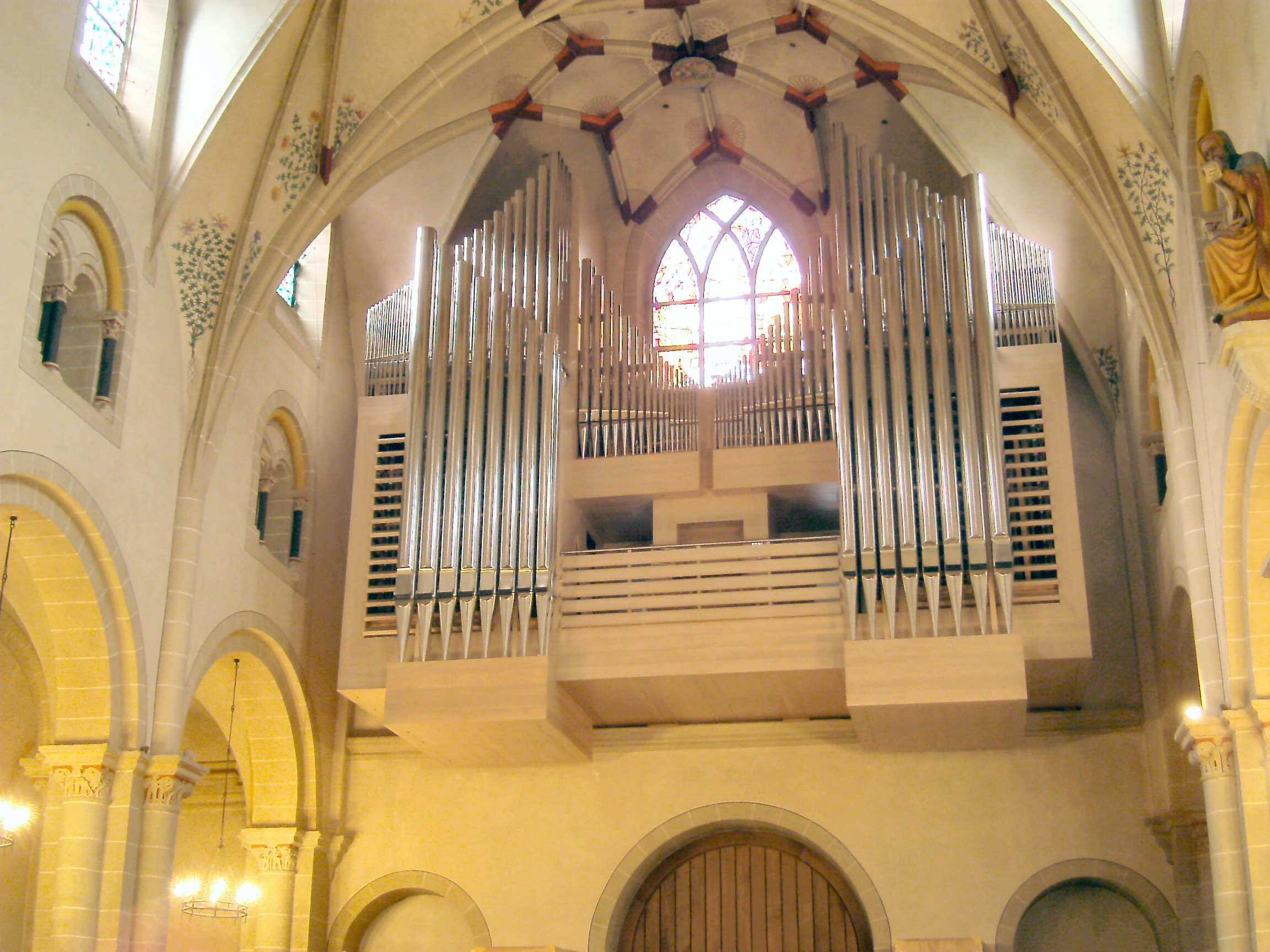
Nuevo órgano principal  (2014)

## Explanada

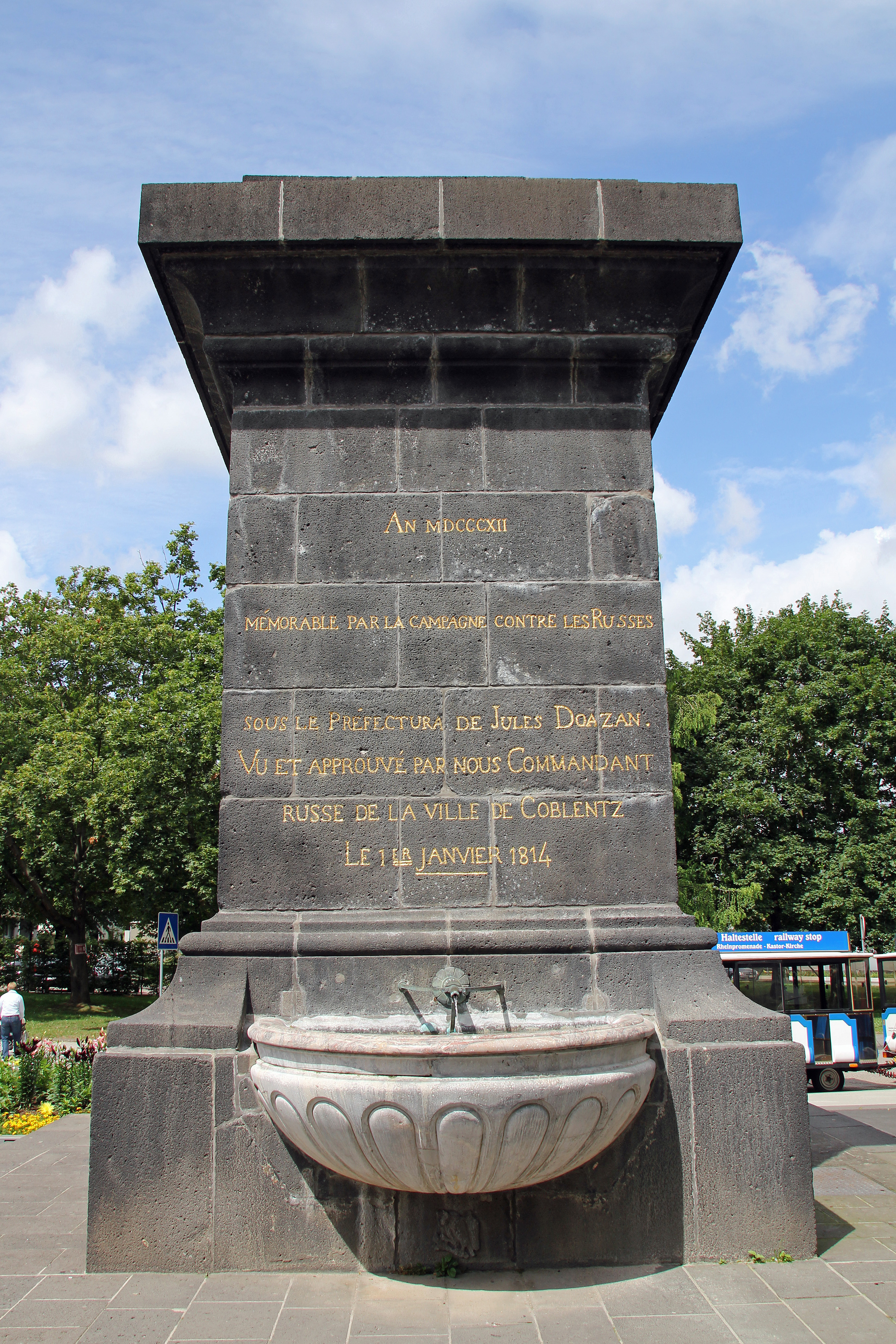
Fuente Kastorbrunnen

Las campañas arqueológicas de 1990 han mostrado que el lugar se ha utilizado desde el siglo I con fines religiosos. En el período de La Tène había una choza en el lugar, profundizada con dos chimeneas. Un templo galo-romano fue construido alrededor del año  100 y permaneció allí hasta el comienzo del siglo VII, cuando se creó un monumento con un cementerio cristiano.
La plaza frente a San Cástor ha sido la ubicación desde 1812 de una fuente llamada Kastorbrunnen, que tiene un comentario humorístico sobre las guerras napoleónicas, que también afectó a Coblenza.